# Ghost (canción de Halsey)
«Ghost» es una canción de la artista estadounidense Halsey y Lido, presente en su álbum debut, Badlands. Producida por Dylan Scott, se lanzó como el primer sencillo del disco a principios de 2015.

## Vídeo musical
El vídeo musical de "Ghost" fue filmado en Tokio y está dirigido por Malia James y Ryan Witt a finales de mayo de 2015. Halsey comento que esta satisfecha con el resultado. El vídeo musical se estrenó el 11 de junio de 2015.

## Certificaciones
| País           | Organismo certificador | Certificación | Copias certificadas | Ref.  |
| -------------- | ---------------------- | ------------- | ------------------- | ----- |
| Australia      | ARIA                   | Oro           | 35 000              | [ 2 ] |
| Estados Unidos | RIAA                   | Oro           | 500 000             | [ 3 ] |

## Presentaciones en vivo
"Ghost" fue presentado por Halsey en todas las fechas del Badlands Tour , incluyendo el Billboard Hot 100 Festival en Nueva York.